# Dasysyrphus hilaris
Dasysyrphus hilaris es una especie de sírfido. Se distribuyen por Europa.